# Мадонна (искусство)

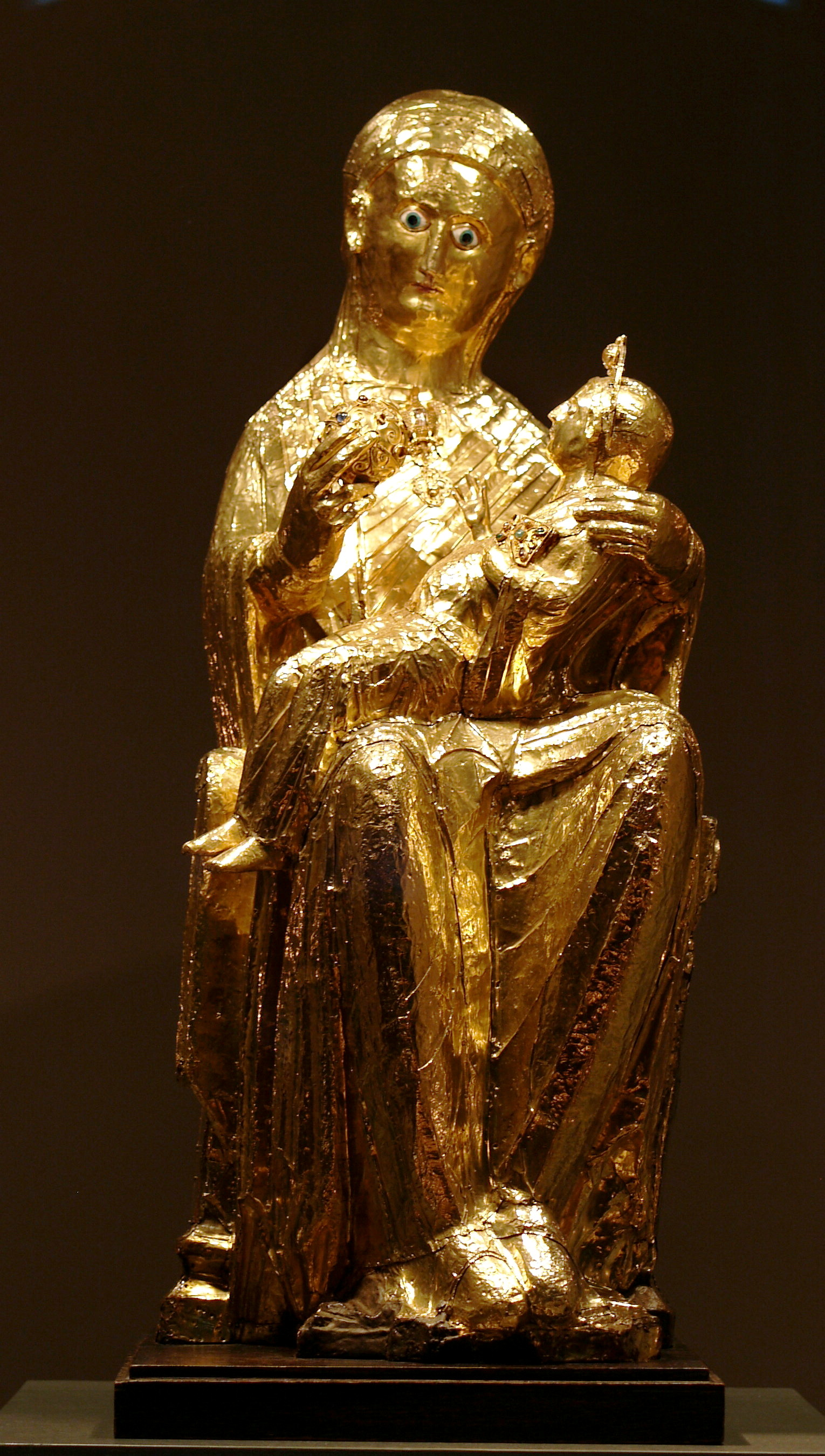
«Золотая мадонна из Эссена» (ок. 980 г.)

Мадонна (итал. Madonna, сокращение от итал. Mia Donna, Nostra Donna — Мадонна) — традиционное для итальянской католической культуры титулование Девы Марии, Матери Иисуса Христа (лат. Mater Domini).
В истории изобразительного искусства традиционная иконография, представляющая изображение Девы Марии, чаще с Младенцем Иисусом, в отдельных случаях с Иоанном Крестителем, Святой Анной, Святым Иосифом («Святое семейство») либо с «избранными святыми» — так называемое Святое Собеседование.

## История формирования католической иконографии Мадонны
В искусстве стран Западной Европы образ Мадонны, или Девы Марии, складывался на основе византийских традиций и значительно позднее образов Иисуса Христа (Св. Мандилиона и Ахиропиита). Наиболее ранние образцы IV—V веков c изображениями сидящей на троне Девы с Младенцем на руках восходят к древнейшим культам египетской богини Исиды, распространённым в императорском Риме. Во время мистерий в храме, расположенном на Эсквилине (лат. Collis Isaeum — Холм Исиды), к статуе сидящей на троне Исиды с младенцем Гором на руках обращались «Моя Госпожа». Наиболее раннее изображение Марии с младенцем Христом найдено в римских катакомбах Присциллы.
Догмат о почитании Девы был принят только в 431 году на III Вселенском соборе в Эфесе. Поскольку в Евангелиях мало сообщается о земной жизни Девы Марии художники обращались главным образом к апокрифам.
Значительное влияние на западноевропейскую иконографию Девы Марии имело формирование куртуазной культуры Средневековья. Так, например, во Франции XIII века появилось новое именование Богоматери — «Нотр-Дам» (фр.  Notre-Dame — Наша Дама, Владычица Наша).
В XII—XIII веках в результате борьбы с несторианами (отрицавшими роль Марии как «Богородицы») разнообразные изображения Мадонны стали сопровождать надписями: «Мария, Матерь Божия» (лат. Maria Mater Dei), «Святая родительница Божия» (лат. Sancta Dei Genetrix).
Художники средневековой Италии при создании Мадонн долгое время следовали византийским образцам — иконам с изображением Богородицы. Концом X века датируется первое скульптурное изображение Мадонны, выполненное на севере Европы, — «Золотая мадонна из Эссена». С началом Крестовых походов на юге Европы получили распространение чёрноликие мадонны. В эпоху Возрождения стали появляться станковые картины с изображениями Мадонны с Младенцем в образах типичных молодых итальянок в современных костюмах на фоне природы («Мадонна в зелени», «Мадонна со щеглом», «Прекрасная садовница»). Большие циклы «мадонн» создавали Джованни Беллини, Мантенья, Перуджино и Рафаэль Санти с учениками (см. Мадонны Рафаэля).